# Roger Casamajor
Roger Casamajor Esteban (La Seu d'Urgell, 17 dicembre 1976) è un attore spagnolo.

## Filmografia parziale

### Cinema
- El mar, regia di Agustí Villaronga (2000)
- Salvajes, regia di Carlos Molinero (2001)
- Guerreros, regia di Daniel Calparsoro (2002)
- Nubes de verano, regia di Felipe Vega (2004)
- Amor idiota, regia di Ventura Pons (2004)
- Il labirinto del fauno (El laberinto del fauno), regia di Guillermo del Toro (2006)
- Pa negre, regia di Agustí Villaronga (2010)
- El elegido, regia di Antonio Chavarrías (2016)
- Incierta Gloria (Incerta glòria), regia di Agustí Villaronga (2017)
- Tutti lo sanno (Todos lo saben), regia di Asghar Farhadi (2018)
- La vampira de Barcelona, regia di Lluís Danés (2020)
- 42 segundos, regia di Àlex Murrull e Dani de la Orden (2022)

### Televisione
- Nissaga l'herència - serie TV, 2 episodi (2000)
- Temps de silenci - serie TV, 4 episodi (2001)
- Mar de fons - serie TV, 17 episodi (2006-2007)
- Ventdelplà - serie TV, 9 episodi (2006-2008)
- Infidels - serie TV, 9 episodi (2010-2011)
- Clara Campoamor - La donna dimenticata (Clara Campoamor. La mujer olvidada) - film TV (2011)
- Gran Nord - serie TV, 26 episodi (2012-2013)
- La Riera - serie TV, 18 episodi (2016-2017)
- Laia - film TV (2016)
- L'enigma Verdaguer - film TV (2019)
- H - Helena (Hache) - serie TV, 5 episodi (2019)
- Libertad - serie TV, 4 episodi (2021)
- Moebius - serie TV, 10 episodi (2021)
- La Mesías - serie TV, 6 episodi (2023)

## Premi
- Málaga Spanish Film Festival
  - 2021: "Mejor actor" (El ventre del mar)
- Premio Gaudí
  - 2011: "Millor interpretació masculina secundària" (Pa negre)
- Murcia Week of Spanish Cinema
  - 2002: "Best Actor" (L'illa de l'holandès)
- Feroz Awards
  - 2024: "Best Lead Actor in a Series" (La Mesías)
- José María Forqué Awards
  - 2023: "Best Actor in a Series" (La Mesías)